# أنجيلو توريس
أنجيلو توريس (بالإنجليزية: Angelo Torres)‏ هو كاريكاتيري أمريكي، ولد في 14 أبريل 1932 في سانتورس ‏ في الولايات المتحدة.